# Chester (Illinois)
Chester város az USA Illinois államában. Lakosainak száma 6814 fő (2020. április 1.).

## Népesség
A település népességének változása:

| 2010 | 8 586 |
| 2020 | 6 814 |